# 三弦橋

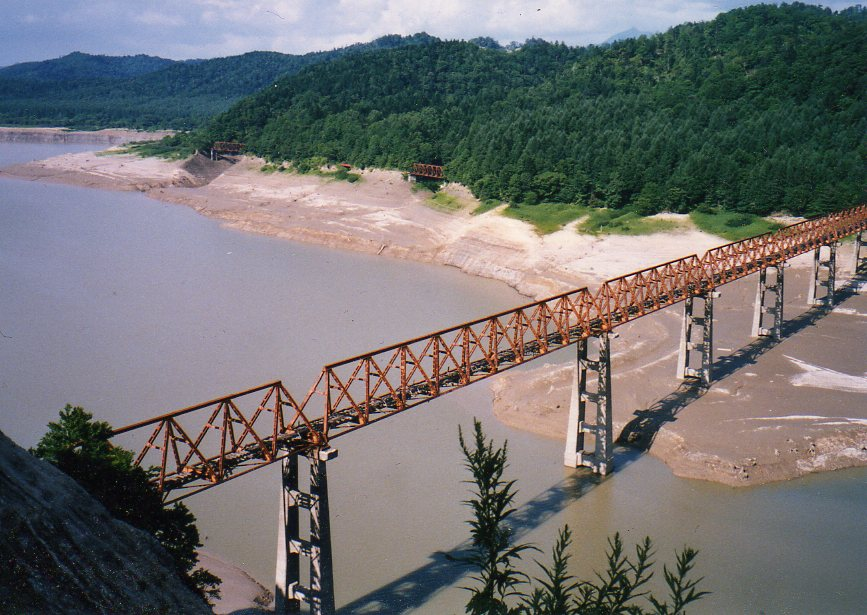
三弦橋 - 北海道夕張市

三弦橋（さんげんきょう）は、北海道夕張市のシューパロ湖に架かる旧森林鉄道の鉄道橋である。なお、正式名称は下夕張森林鉄道夕張岳線第一号橋梁である。

## 沿革

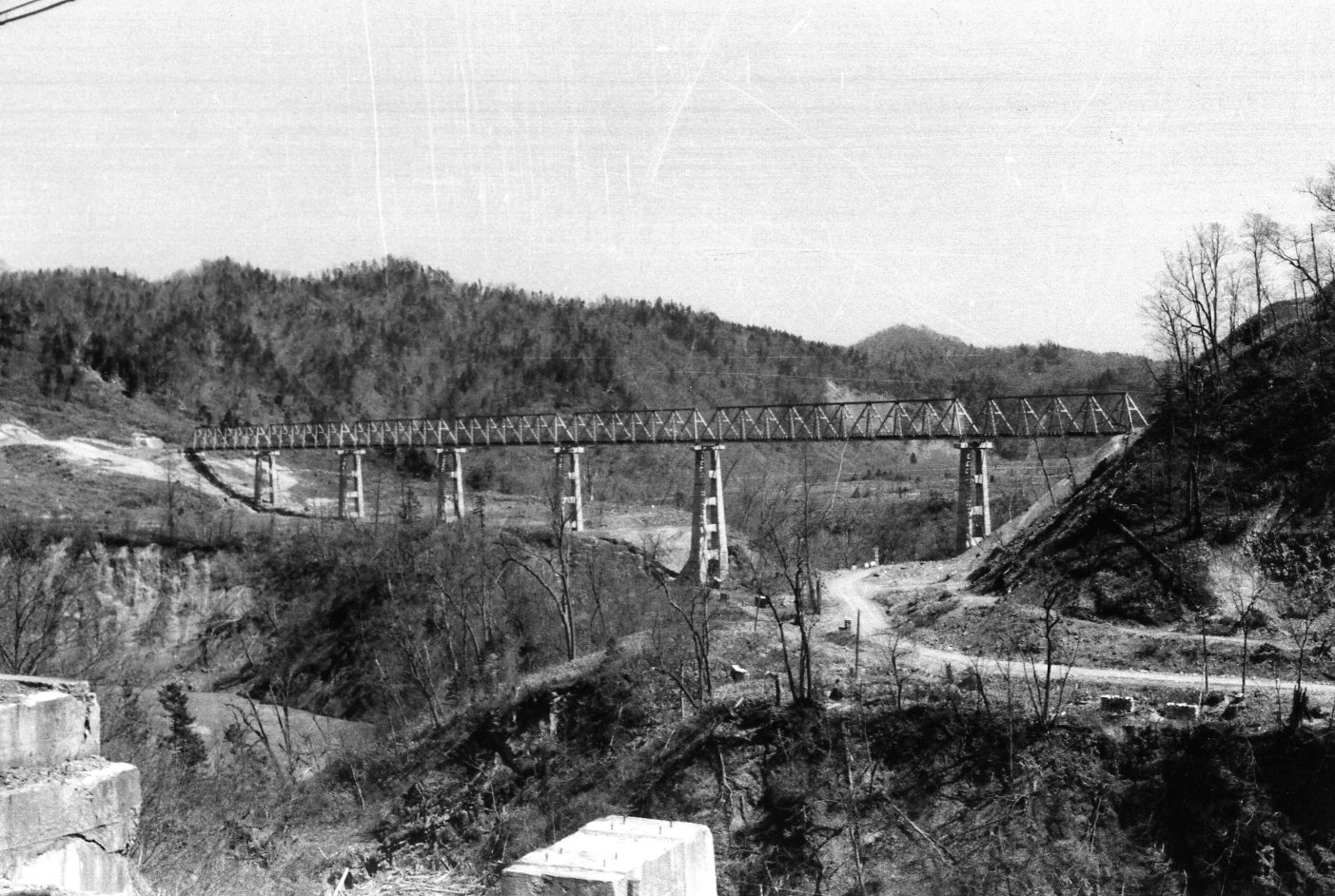
竣工時の三弦橋 - 1961年

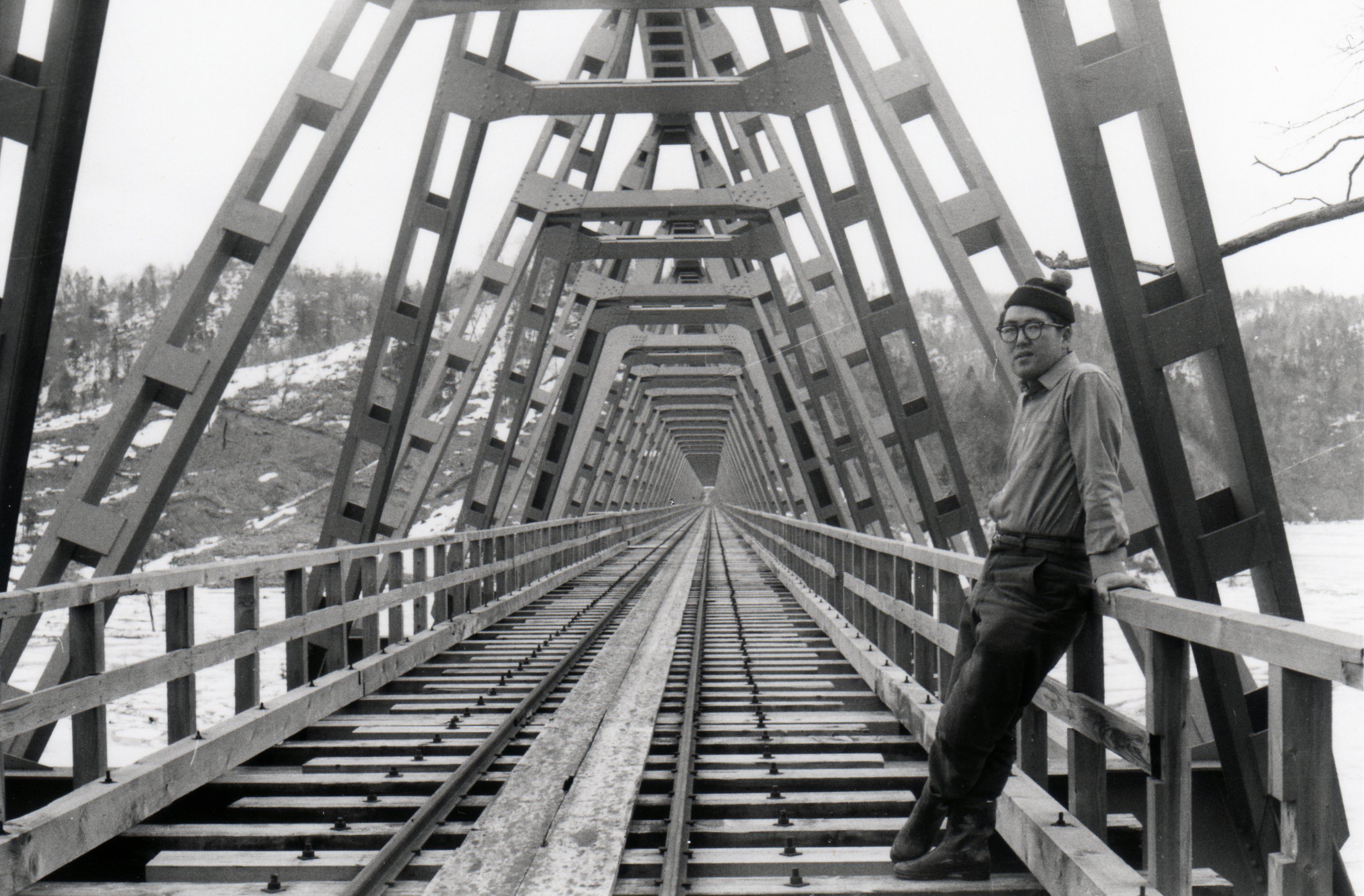
三弦橋 - 1962年

1962年（昭和37年）完成の大夕張ダム建設により、それまでの下夕張森林鉄道線夕張岳線の一部が水没することとなり、その移設補償工事として北海道開発局により建設され、1958年（昭和33年）に完成した単線鉄道橋（軌間762 mm）である。夕張岳線ではこの補償工事で第一号橋梁から第六号橋梁までの6つの橋梁が架設されたが、第一号橋梁である三弦橋はシューパロ湖の湖尻を横断するため、その中で最大規模のものである。また、第五号橋梁と第六号橋梁は旧陸軍の九十九式重構桁鉄道橋を使用しており、どちらも現存している。いずれも旧線から移設した転用桁であった。
三弦トラス（Triangular truss、Three chord truss）と呼ばれる、下路トラス橋であるが上弦材が1本、下弦材が2本、断面が三角形で、四角錘を連ねた特異な構造である。同構造を採用した理由は、鋼重と建設費用の低減、および周囲の景観を損ねない美しいスタイルをという配慮からと言われている。同形式としては国内唯一の、世界的にも稀有な鉄道橋である。上部構造製作・架設は株式会社東京鐵骨橋梁製作所（現社名・株式会社東京鐵骨橋梁）、下部工は大成建設株式会社の施工による。
この特徴的な構造と鋼重450 t、長さ381.80 m（最大支間77 m、7連）という、長大さは全国の森林鉄道でも他に例がない。秀峰「夕張岳」を配し、人造湖「シューパロ湖」の湖面を低く横切るその美しい外観は、地元の大夕張郵便局（1998年〈平成10年〉廃局）の風景印にも使用され、地域の象徴的存在であった。しかし、林道の整備が進み木材輸送が森林鉄道からトラック輸送に替わったため、1963年（昭和38年）に夕張岳線が廃止となり、完成からわずか6年間しか供用されなかった。
2014年（平成26年）3月、夕張シューパロダムの試験湛水開始により水没した。

## 諸元データ
- 種別 - 下路ワーレントラス、三角断面
- 鋼重 - 450 t
- 全長 - 381.80 m[1]（支間1×39.00 m、1×77.00 m、5×52.08 m）
- 下部工/橋脚 - 鉄筋コンクリート

## ダム建設による水没と保存の議論

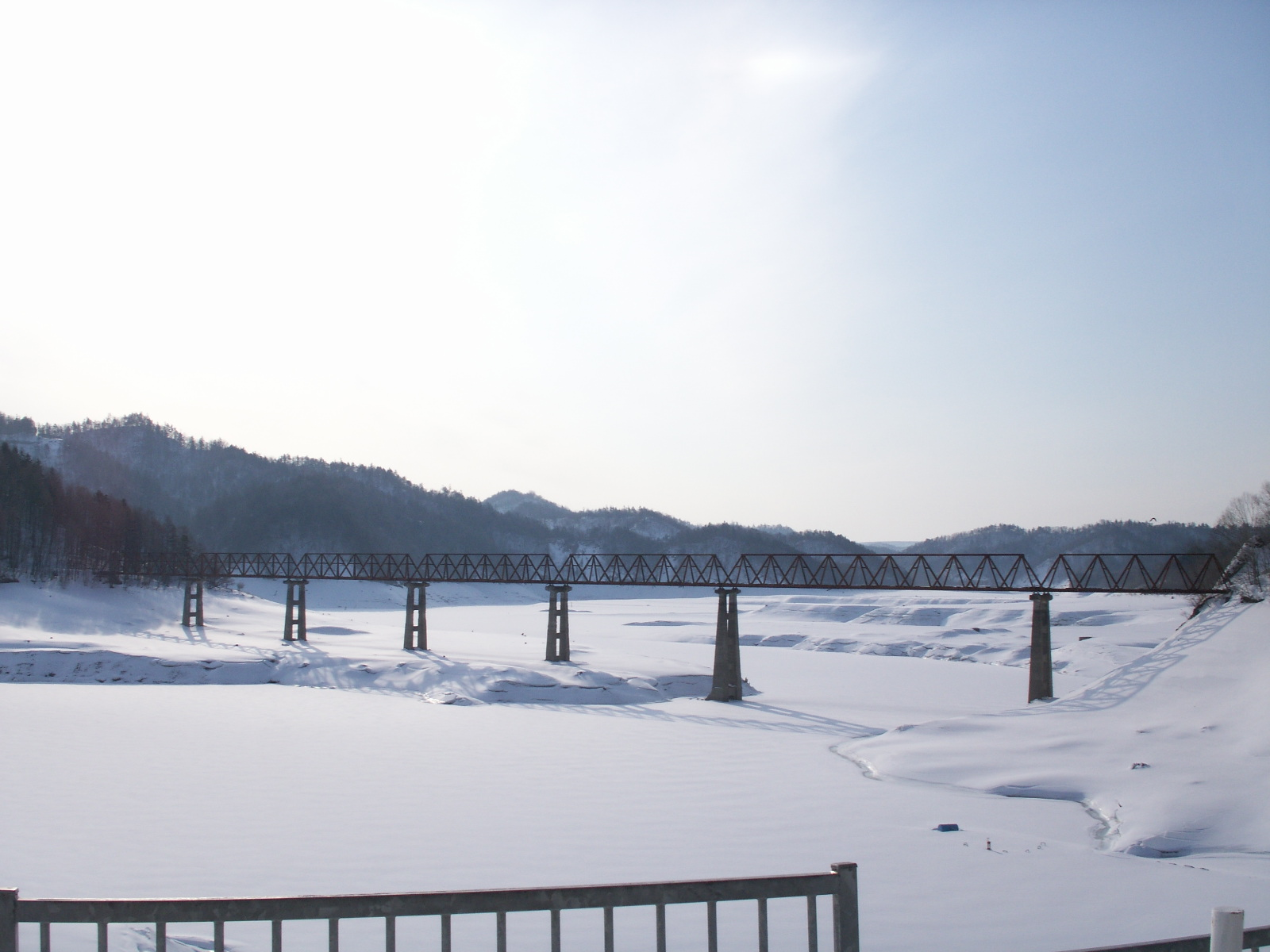
渇水期のシューパロ湖（4月）

夕張シューパロダムが建設される夕張市では、ダム周辺整備計画の検討を行うことを目的に、夕張市、学識経験者、北海道開発局、札幌土木現業所、住民組織対策委員会、市議会、市農協、青年会議所などから構成させる「夕張シューパロダム周辺整備検討委員会」が2001年（平成13年）11月に設立され、2004年（平成16年）8月に周辺整備の基本方針として「巨大ダム建設を契機として、夕張岳の自然や炭鉱・林業などの歴史を資産として守り育てる」ことを諮問した。そのなかで「三弦橋」の保存や活用には特に配慮することとなったが、その後の夕張市の財政破綻により周辺整備計画は具体化していない。なお、当初はシューパロダム完成後の管理用船舶運航に支障の無いよう、1連分（39.00m）を取り外す計画もあった。
2011年（平成23年）12月22日には学界と市民団体が共同で、夕張市や北海道庁、北海道開発局に産業遺産として保存するために登録有形文化財に登録するよう申し入れをおこなった（『朝日新聞』北海道地方版・2011年12月23日付）。これを受け夕張市は北海道開発局、林野庁等とも協議を行ったが、登録有形文化財は所有者の同意が必要であり、「廃棄物」として所有者が確定せず、夕張市は2012年（平成24年）9月21日に「夕張シューパロダム湖周辺の橋梁群とその景観」の名称で夕張市指定文化財（記念物）に指定した。2014年（平成26年）3月4日からシューパロダムの試験湛水開始により4月26日21時頃に一旦水没、試験湛水終了後の2015年（平成27年）1月頃に再度姿を現し、シューパロダムの運用開始により3月下旬には再び水没した。今後は余程の渇水が無い限り姿を現す事は無い。
2019年（令和元年）は少雨などの影響で貯水位が低下し、9月17日に4年ぶりに上弦材が湖面に姿を現した。23日には夕張川ダム総合管理事務所による見学会が開催され、約100人が参加した。また2021年（令和3年）8月と9月にも上弦材が湖面に出現した。

## アクセス
以前は、大夕張ダム管理事務所横の駐車場より眺望出来たが、2011年（平成23年）12月にアクセス道路である国道452号が新ルートに付け替えられた事により、三弦橋から遠ざかってしまったため、一般の目に触れることが難しくなってしまった。シューパロダム管理事務所駐車場より眺望可能であり、2014年（平成26年）3月4日から一般車両も乗り入れ可能となる。

## その他

### 鉄道以外の三弦トラス橋
三弦トラスは小断面のため水管橋に多用されているが、道路橋や人道橋としても存在している。1972年（昭和47年）5月完成の三ツ石橋が高知県大川村の早明浦ダム湖に架かるが、逆三弦トラスとして上弦材2本、下弦材1本の道路橋も存在する。その代表的なものとして、青森県西目屋村の目屋ダムのダム湖にかかる上路式トラスの川原平橋があった。その最期も三弦橋と同じで、津軽ダムの建設に伴い水没することとなったが、こちらは解体され現存しない。また人道橋としては逆三弦の中路橋であるあやとり橋（石川県加賀市）が観光名所となっているほか、秋田県大館市の米代川にかかる長坂橋は逆三角形の上路式トラスで、元は花岡鉱山の鉱滓ダムから浅内鉱滓堆積場までを結ぶ鉱滓輸送管用の橋を周辺住民の要望により歩行者水管併用橋としたもので、鉱山の閉山に伴い輸送管は撤去された。

### ドイツの三弦橋（Dreigurtbrücke）
ドイツのケルン（独:Köln） - アーヘン（Aachen）間のデューレン（Düren）を流れるデュー（Dur）川に同様の構造を持つ鉄道橋（De:Dreigurtbrücke Düren、支間78 m、複線）が存在する。同区間の鉄道は1841年（天保12年）に開通、当初は石造の橋が設けられていたが1928年（昭和3年）から架け替え工事が進められ、1930年（昭和5年）に世界初の三弦トラス橋として完成した。その後、第二次世界大戦において連合軍により破壊されたが、その後修復され、記念碑的に保存されている。また、単線の鉄道橋（Dreigurtbrücke Lüdinghausen）がリューディングハウゼン（Lüdinghausen）近郊のドルトムント-エムス運河に存在する。